# Giulio Sarrocchi
Giulio Sarrocchi, né le 24 mai 1887 à Rome et mort le 18 juillet 1971 à Rome, est un escrimeur italien, ayant pour arme le sabre.

## Biographie
Giulio Sarrocchi est sacré champion olympique d'escrime dans l'épreuve de sabre par équipes aux Jeux olympiques d'été de 1924 à Paris et remporte une médaille d'argent dans la même épreuve aux Jeux olympiques d'été de 1928 à Amsterdam. 